# Embuscade de Las Higuerillas
Guerre de la drogue au Mexique
Batailles
L'embuscade de Las Higuerillas se déroule le 14 mai 2021 dans l'État de Michoacán, pendant la guerre de la drogue au Mexique.

## Contexte
Aguililla est une municipalité de l'État de Michoacán. Elle est en proie depuis 2021 à des offensives menées par le Cartel de Jalisco Nouvelle Génération (CJNG) contre ses ennemis des Cárteles Unidos. Au moins 900 résidents ont fui les violences en quelques semaines.
En mars, les autorités guatémaltèques arrêtent Adalberto Fructuoso Comparán, l'ancien maire d'Aguililla, lors d'une opération coordonnée par la Drug Enforcement Administration américaine. Il était en particulier lié au Cartel des chevaliers templiers.
Le 1er avril 2021, après des affrontements, le procureur général de Michoacán déclare que huit corps décapités ont été retrouvés à Aguililla. Le 20 avril, le CJNG mène une attaque au drone contre les policiers de la ville,,.

## Déroulé
Le 14 mai 2021, des troupes de l'Armée mexicaine patrouillent le long d'une route de terre près de Las Higuerillas, une communauté située dans la municipalité d'Aguililla dans l'État de Michoacán. Un groupe d'hommes armés les intercepte et leur tire dessus. Les militaires répliquent, mais deux d'entre-eux sont tués et un blessé. Les assaillants fuient dans les bois avoisinants,,.
Des militaires et des véhicules sont déployés dans la région d'Aguililla à la recherche des assaillants.